# Тюнемпылькикке
Тюнемпылькикке (устар. Тюнемпыль-Кикя) — река в России, протекает в Ямало-Ненецком АО. Устье реки находится в 48 км по левому берегу реки Сякундыкикке. Длина реки составляет 70 км.

## Притоки
(км от устья)
- 27 км: Чекакикке (лв)
- 49 км: Укырвэрксакикке (пр)
- 57 км: Купеакикке (лв)
- 57 км: Щитаквэрксакикке (пр)

## Данные водного реестра
По данным государственного водного реестра России относится к Нижнеобскому бассейновому округу, водохозяйственный участок реки — Пур, речной подбассейн реки — подбассейн отсутствует. Речной бассейн реки — Пур.
Код объекта в государственном водном реестре — 15040000112115300057794.